# Aile trapézoïdale

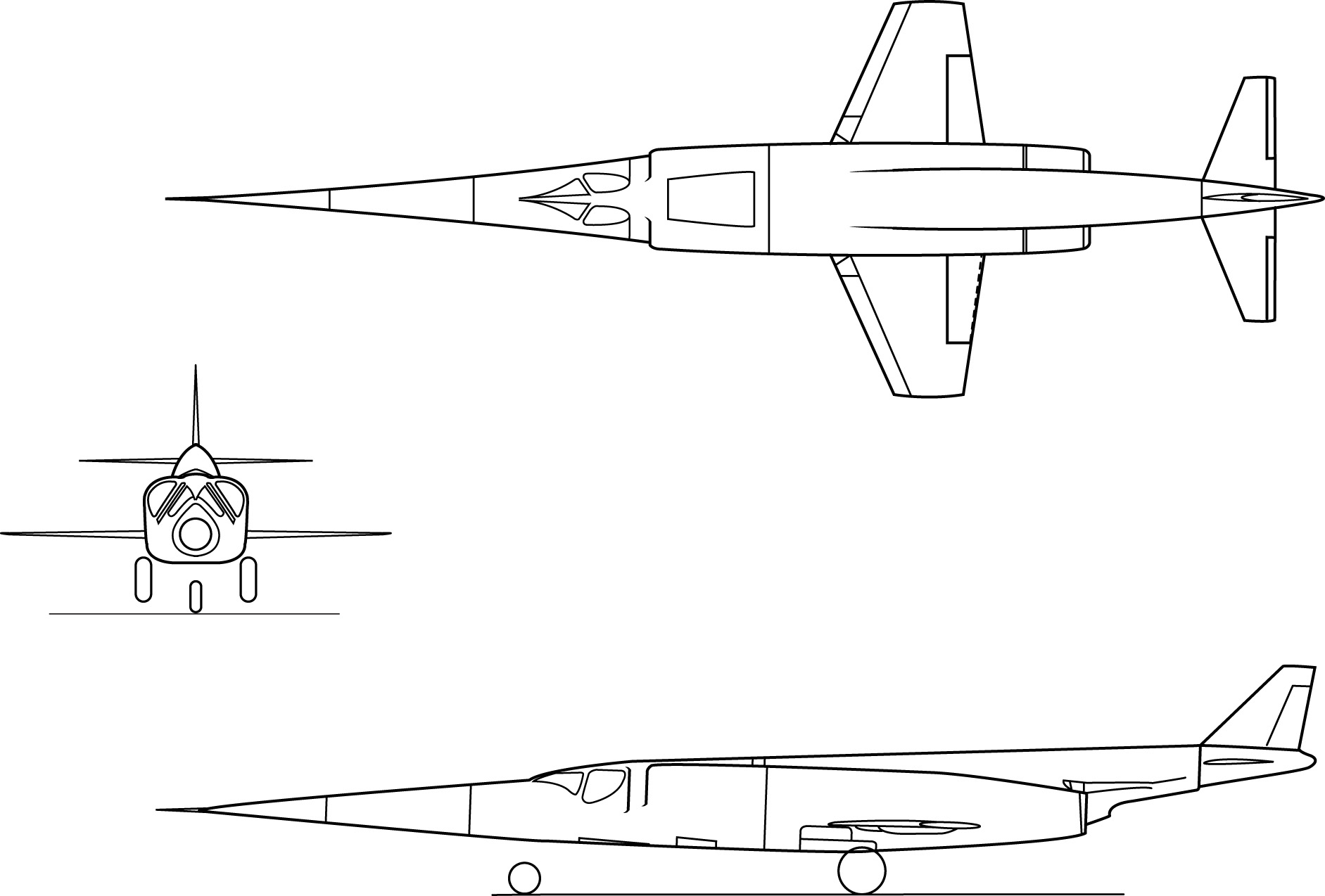
X-3 Stiletto

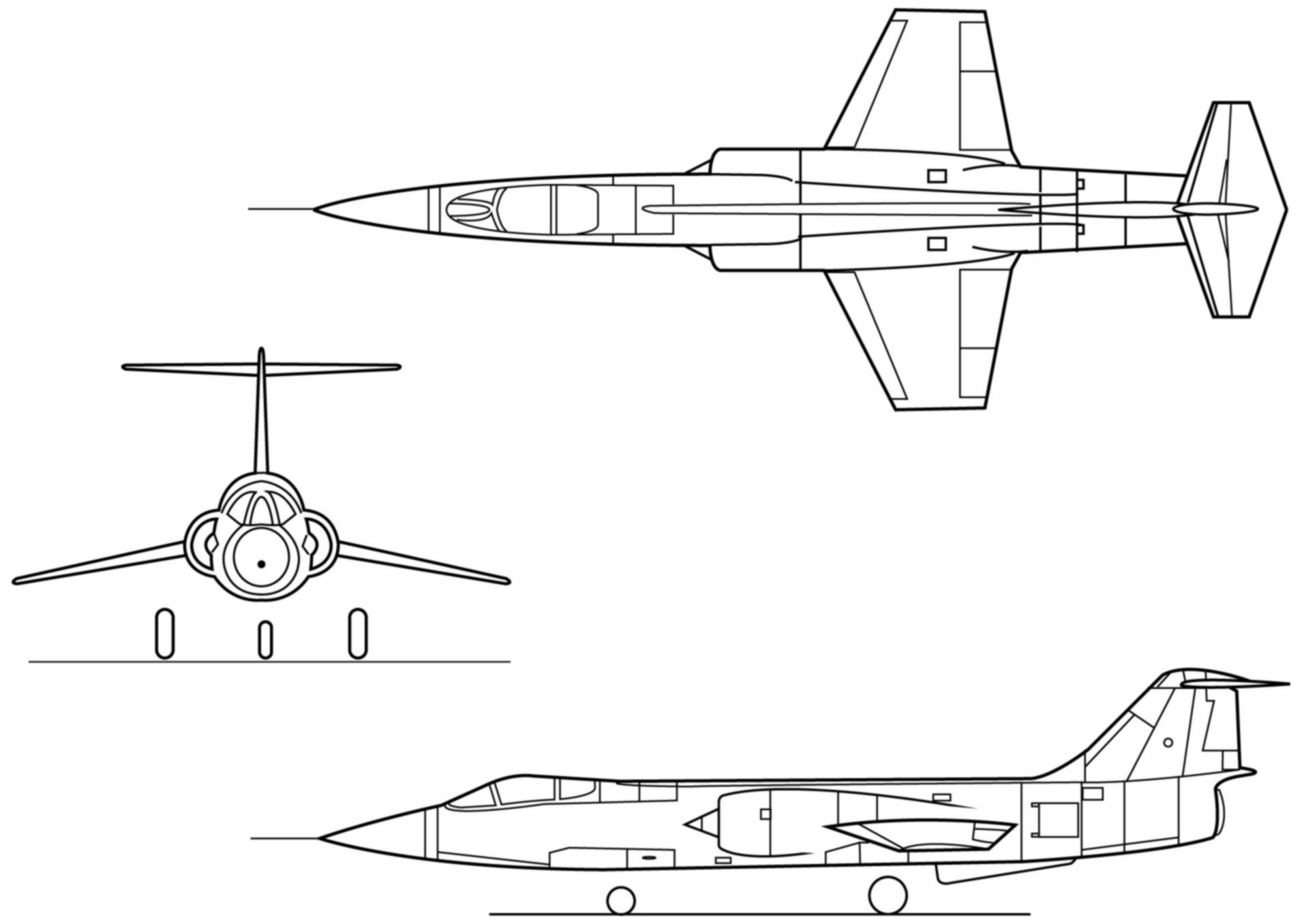
Lockheed F-104 Starfighter

L'aile trapézoïdale ou aile en diamant est une configuration d'aile de haute performances. Cette aile est caractérisée par un faible allongement et un angle de flèche total faible. En effet, le bord d'attaque présente une flèche positive alors que le bord de fuite en présente une négative.
Elle apporte :
- une finesse accrue de l'aile en augmentant son allongement ;
- une réduction de la traînée produite par l'écoulement de l'air autour de l'aile.

Elle est l'héritière de l'aile elliptique qui a été notamment mise en œuvre sur le Supermarine Spitfire pendant la Seconde Guerre Mondiale.

## Historique
Les premières utilisations avaient pour but de compenser la puissance limitée du réacteur en vol supersonique. Les ailes du X-3 Stiletto étant extrêmement petites et fines, elles ne produisaient que très peu de trainée aux vitesses supersoniques. Le principe fut adopté pour de nombreux aéronefs expérimentaux ainsi que pour l'intercepteur américain Lockheed F-104 Starfighter, conçu pour des vitesses supersonique en haute altitude.
La petite aile du F-104 présentait aussi de bonnes performances à des altitudes plus faibles. Il fut par conséquent remanié pour l'attaque au sol, notamment par la Luftwaffe allemande. Cependant, la petite taille des ailes impliquait des vitesses de décollage et d'atterrissage très élevées, tout en n'offrant que peu de stabilité. Beaucoup de pilotes furent d'ailleurs tués durant cette phase.
Plus récemment, une version large de l'aile trapézoïdale est utilisée sur les chasseurs modernes tels que le Lockheed Martin F-22 Raptor car elle confère une grande charge alaire et une bonne manœuvrabilité à haute comme à basse vitesse. Son faible poids inhérent permet aussi l'atterrissage vertical au Lockheed Martin F-35 Lightning II.

## Exemples
Avions expérimentaux américains (X-planes)
- X-3 Stiletto
- Lockheed X-7
- North American X-15
- Lockheed X-27

 Avions militaires 
- Lockheed F-104 Starfighter
- Lockheed Martin F-22 Raptor
- Northrop YF-23 Black Widow II
- Lockheed Martin F-35 Lightning II

 Usages civils 
- Cap 20
- Cap 230

### Galerie

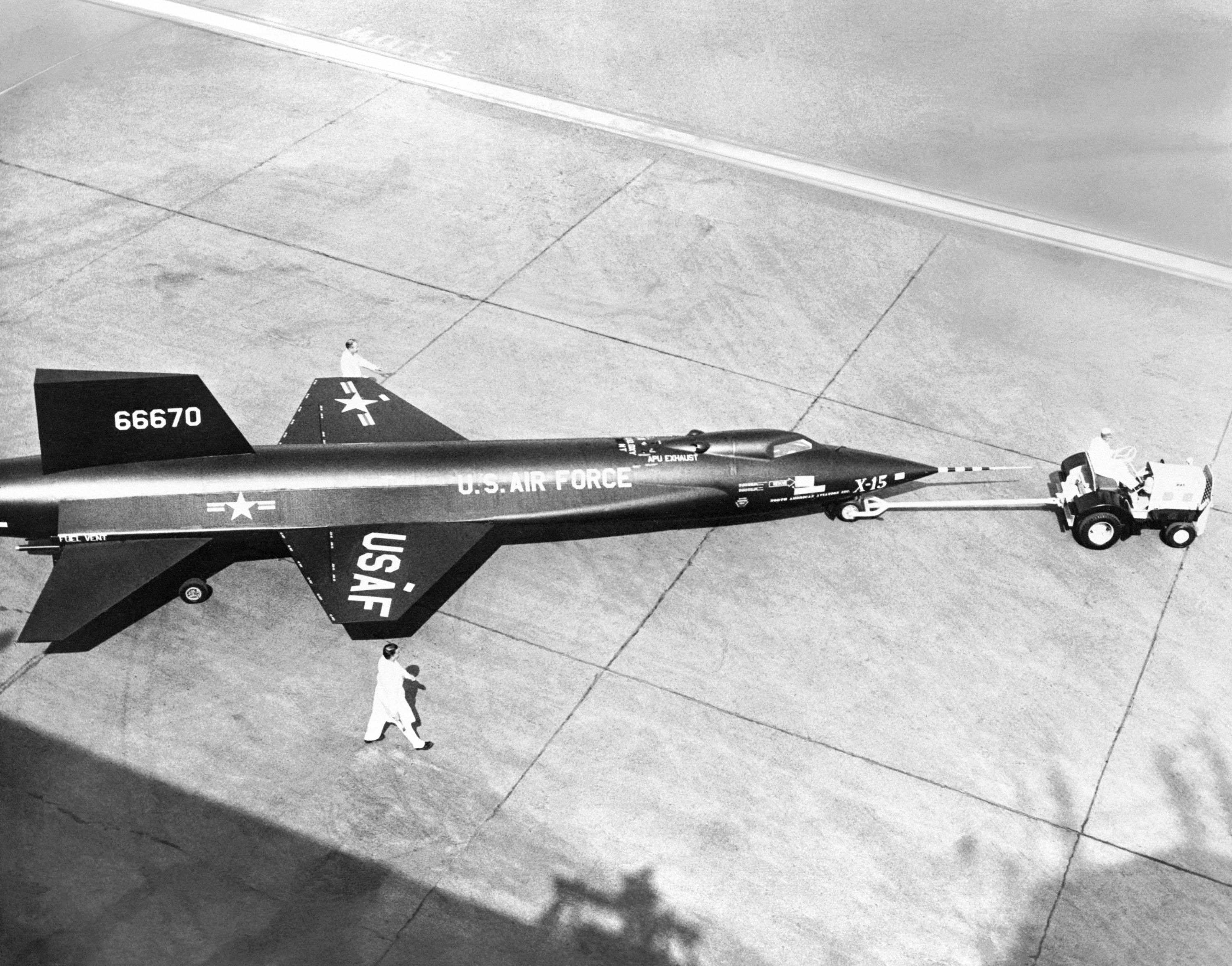
L'avion expérimental North American X-15.
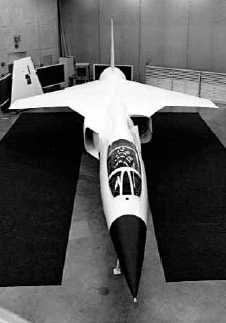
Le Lockheed CL-1200, X-27
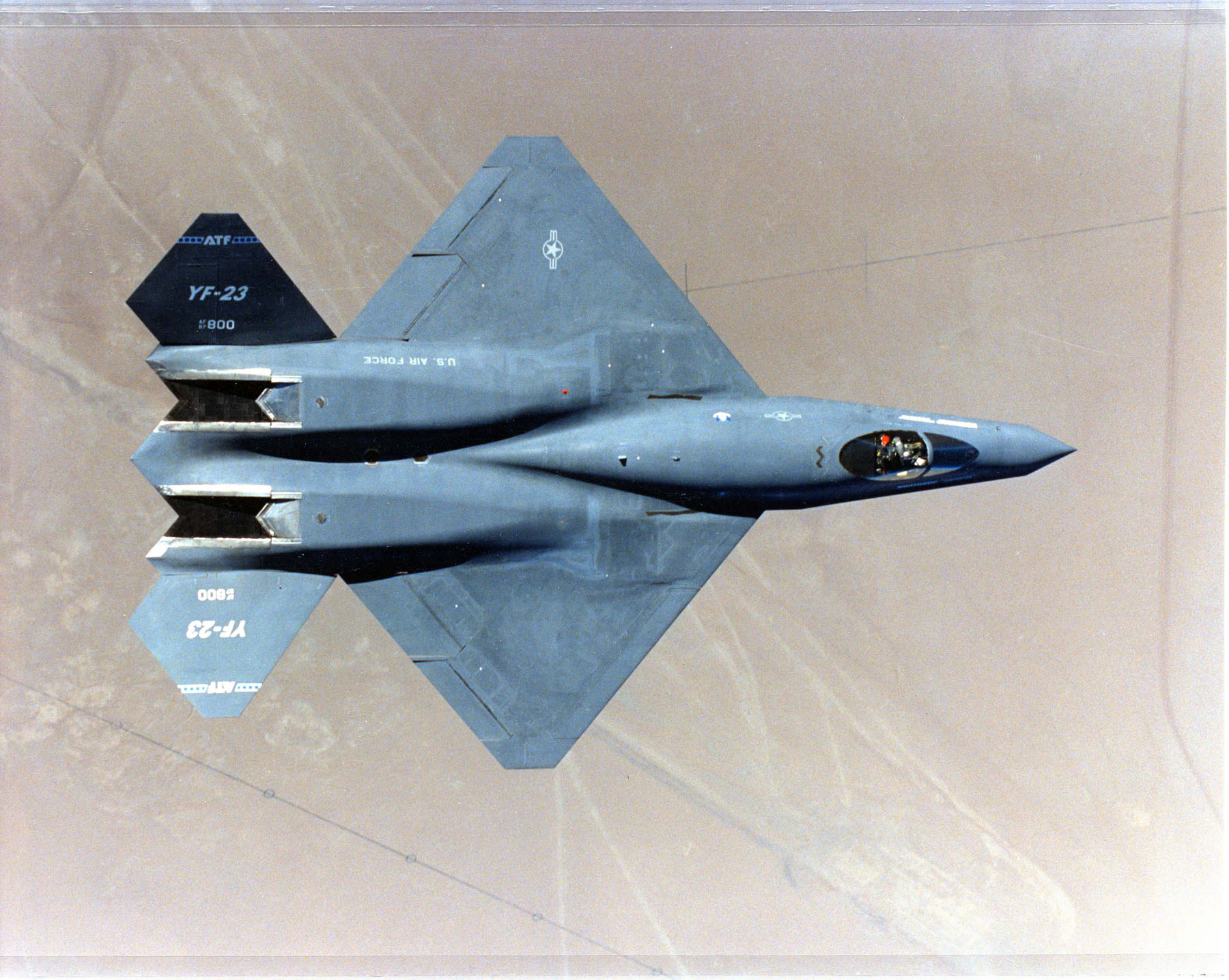
Le prototype Northrop YF-23 Black Widow II.
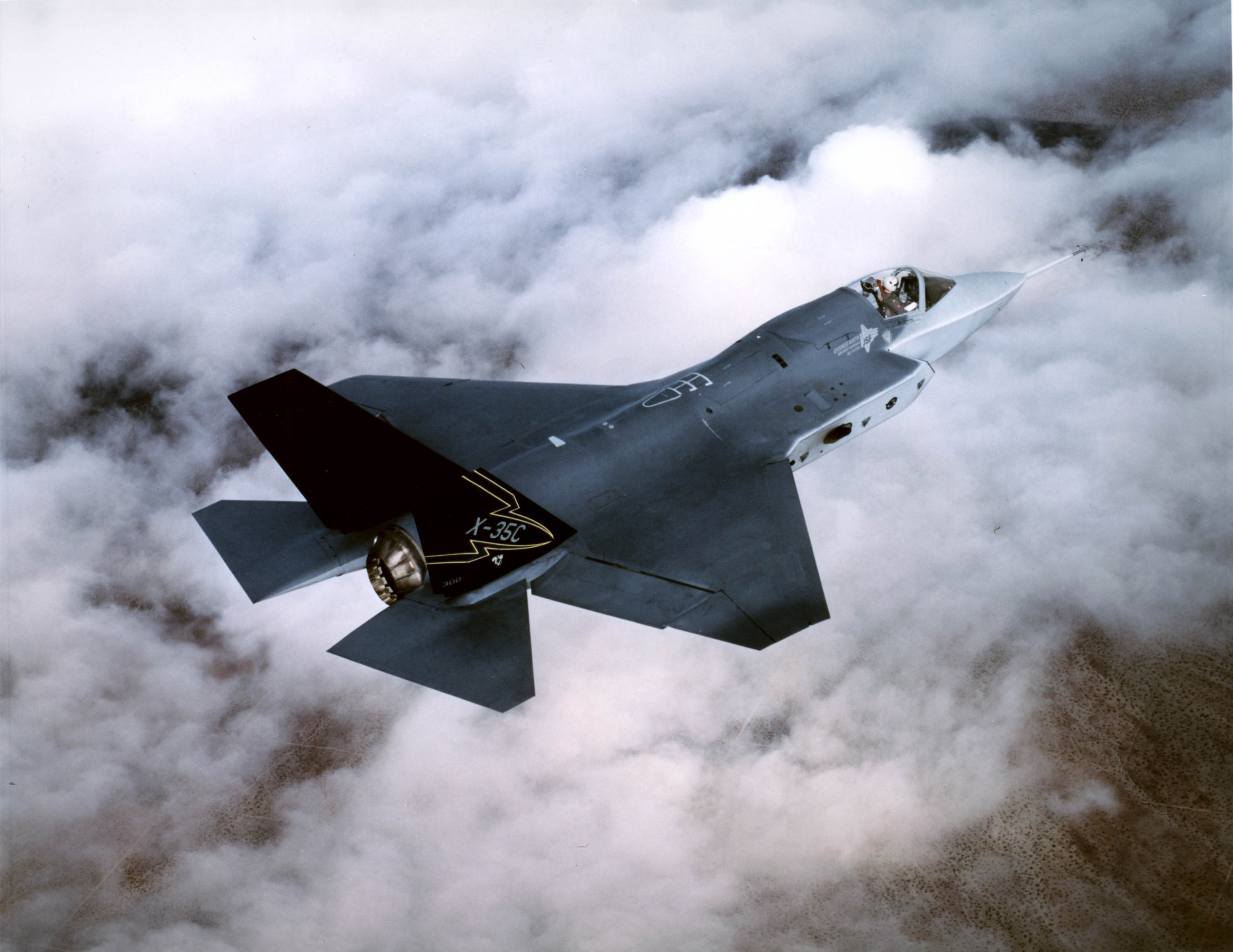
Le Lockheed Martin F-35 Lightning II.